# Ceratophallus crassus
Ceratophallus crassus е вид охлюв от семейство Planorbidae. Видът е почти застрашен от изчезване.

## Разпространение и местообитание
Разпространен е в Кения, Танзания и Уганда.
Обитава крайбрежията на сладководни басейни и канали.